# Andrus Veerpalu
Andrus Veerpalu, född 8 februari 1971 i Pärnu, är en före detta estnisk längdskidåkare som vann ett flertal guld både på VM och OS. Dock omgärdades han under stora delar av sin karriär av dopningsrykten. Just innan karriärens slut togs han också följdriktigt fast i en dopningskontroll.
Veerpalu vann 15 kilometer både vid OS 2002 i Salt Lake City och fyra år senare vid OS 2006 i Turin.
Veerpalu avslutade sin karriär dagen före världsmästerskapen i nordisk skidsport 2011. Han sade att hälsan och åldern gjorde att han inte hade någon chans på topplaceringarna på VM.
Den 4 april 2011 skrev den estniska tidningen Postimees att Veerpalu har testats positivt för dopning. Det provet ska ha tagits på träningslägret i Otepää i januari 2011. Och den 7 april blev det bekräftat av FIS  Den 26 mars 2013 blev han frikänd.